# Яґодник (Вармінсько-Мазурське воєводство)
Яґодник (пол. Jagodnik, нім. Behrendshagen) — село в Польщі, у гміні Мілеєво Ельблонзького повіту Вармінсько-Мазурського воєводства.
Населення — 178 осіб (2011).
У 1975-1998 роках село належало до Ельблонзького воєводства.

## Демографія
Демографічна структура станом на 31 березня 2011 року:
|          | Загалом | Допрацездатний вік | Працездатний вік | Постпрацездатний вік |
| -------- | ------- | ------------------ | ---------------- | -------------------- |
| Чоловіки | 88      | 22                 | 63               | 3                    |
| Жінки    | 90      | 25                 | 52               | 13                   |
| Разом    | 178     | 47                 | 115              | 16                   |